# 공공정보통신서비스
공공정보통신서비스 또는 NIS(National Info-comm Service)는 한국정보화진흥원 주관으로 9개 시도교육청 및 학교 인터넷 서비스를 일괄 계약하는 사업이다. 통신사업자간 공정경쟁체계 구축을 유도하고, 이용기관에는 공동 구매력에 의한 값싸고 품질 좋은 정보통신서비스를 이용할 수 있도록 한다는 취지 아래 진행되고 있다.
1단계는 인터넷망 보급으로 2010년 12월 말 종료되었다. 2단계 NIS는 2011년 1월부터 2013년 12월 말까지 장비 재투자 등에 역점을 두고 진행되었다.